# Ms. (revista)
Ms. é uma revista feminista liberal americana co-fundada pela segunda onda feministas e ativistas sociopolíticas Gloria Steinem e Dorothy Pitman Hughes. Editoras fundadoras foram Letty Cottin Pogrebin, Mary Thom, Patrícia Carbine, Joanne Edgar, Nina Finkelstein e Mary Peacock. Ms. apareceu pela primeira vez em 1971 como um encarte na New York Magazine. A primeira edição autônoma foi em janeiro de 1972 com o financiamento do editor Clay Felkerde da New York Magazine. De julho de 1972 a 1987, ele apareceu em uma base mensal.

Durante seu auge na década de 1970, gozava de grande popularidade, mas nem sempre foi capaz de conciliar suas preocupações ideológicas com considerações comerciais. Desde 2001, a revista foi publicada pela Feminist Majority Foundation, com sede em Los Angeles e Arlington, Virgínia.